# James Hay, 2. Earl of Carlisle

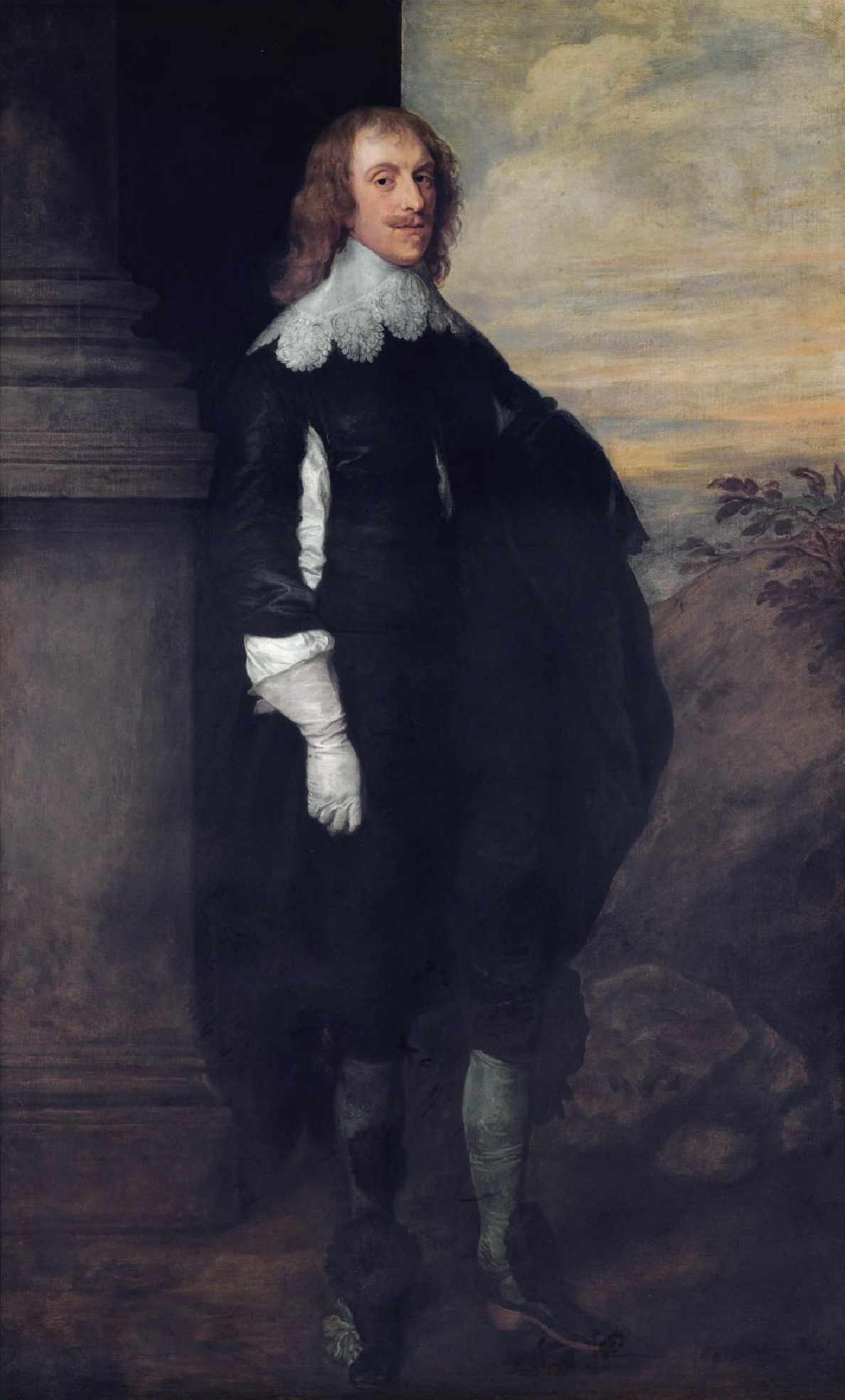
James Hay, 2. Earl of Carlisle, um 1638

James Hay, 2. Earl of Carlisle (* um 1612; † 30. Oktober 1660) war ein schottisch-englischer Adliger und Kolonialproprietor.

## Leben
Er gehörte einer Nebenlinie des schottischen Clan Hay an und war der zweitgeborene und einzige überlebende Sohn des James Hay, 1. Earl of Carlisle, aus dessen erster Ehe mit Lady Honora Denny († 1637). Als Heir apparent seines Vaters führte er seit 1618 den Höflichkeitstitel Viscount Doncaster. Er wurde am 17. Mai 1623 von König Jakob I. zum Knight Bachelor und am 2. Februar 1626 anlässlich der Krönung König Karls I. von diesem zum Knight of the Bath geschlagen. 1624 diente er als Oberst eines Infanterieregiments im Dreißigjährigen Krieg in Deutschland.
Am 21. März 1632 heiratete er in London Lady Margaret Russel († 1676), Tochter des Francis Russell, 4. Earl of Bedford. Die Ehe blieb kinderlos.
Beim Tod seines Vaters erbte er 1636 dessen englische Adelstitel als 2. Earl of Carlisle, 2. Viscount Doncaster und 2. Baron Hay, sowie dessen schottischen Adelstitel als 2. Lord Hay. Er wurde dadurch Mitglied des Oberhauses des Englischen Parlaments und des schottischen Parlaments. Beim Tod seines Großvaters mütterlicherseits, Edward Denny, 1. Earl of Norwich, erbte er 1637 auch dessen nachgeordneten englischen Titel als 2. Baron Denny sowie das Amt des Keeper of Epping Walk in the Forest of Waltham. 1639 erwirkte er die Bestätigung seines Erbanspruchs auf die von seinem Vater erlangte würde des Lord Proprietor der Insel Barbados in der Karibik, die zu jener Zeit auch „Carlisle  Islands“ genannt wurde. Von 1641 bis 1642 amtierte er, zusammen mit Robert Rich, 2. Earl of Warwick, als Lord Lieutenant von Essex. Am 5. März 1642 verlieh ihm die Universität Cambridge ehrenhalber den Grad eines Master of Arts.
Im Englischen Bürgerkrieg war er von 1642 bis 1646 als Colonel eines Kavallerieregiments in der Armee des Königs, bevor er sich auf seine überseeischen Besitzungen nach Barbados zurückzog. 1652 kehrte er nach England zurück.
Er starb am 30. Oktober 1660 und wurde am 15. November 1660 in Waltham  Abbey in Essex bestattet. Da er kinderlos blieb erloschen alle seine Adelstitel mit seinem Tod. Seine Ansprüche auf Barbados fielen an seinen Großneffen dritten Grades William Hay, 4. Earl of Kinnoull, der diese 1661 an die Krone zurückverkaufte. Seine Witwe heiratet im August 1667 (als dessen fünfte Gattin) Edward Montagu, 2. Earl of Manchester.